# Echter Knoblauchschwindling
Der Echte Knoblauchschwindling (Mycetinis scorodonius, syn. Marasmius scorodonius), auch Echter Mousseron oder Kleiner Knoblauchschwindling genannt, ist eine in Mitteleuropa teils sehr häufige Pilzart aus der Familie der Omphalotaceae.

## Merkmale

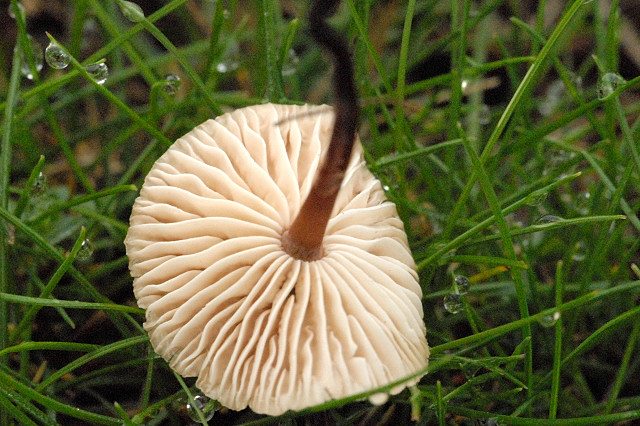
Hutunterseite mit den Lamellen

### Makroskopische Merkmale
Die Fruchtkörper erscheinen verteilt oder „gesellig“.
Der Hut wird meist 1 bis 2, selten bis 4 Zentimeter breit, ist ausgebreitet und oft runzelig. Seine Farbe ist blassbraun bis lederfarben. Die eher entfernt stehenden, weißlichen Lamellen sind trocken kraus, sind am Grund oft aderig querverbunden und schmal am Stiel angeheftet.
Der Stiel ist zäh und röhrig. Er ist oberflächlich kahl, glänzend und rotbraun gefärbt, an der Basis braunschwarz und oben meist blasser. Er wird 2 bis 6 Zentimeter lang und 0,5 bis 3 Millimeter stark und nach unten hin verjüngt.
Das blasse, sehr dünne und zähe Fleisch schmeckt mild und schmeckt und riecht sehr intensiv nach Knoblauch oder Zwiebeln.
Das Sporenpulver erscheint weiß.

### Mikroskopische Merkmale
Die Sporen sind ellipsoid bis schmal tropfenförmig und messen 6 bis 10 auf 3 bis 5 Mikrometer. Ihre Oberflächen sind glatt. Es finden sich Schnallenverbindungen im Gewebe. Zystiden finden sich an den Lamellenschneiden (Cheilozystiden), hingegen nicht auf den Lamellenseiten (Pleurozystiden). Die Cheilozystiden erreichen bis zu 40 auf 11 Mikrometer und sind zylindrisch bis keulig oder auch unregelmäßig geformt. Der Aufbau der Huthaut ist ähnlich dem der Fruchtschicht (Hymeniderm).

## Artabgrenzung
Es gibt einige ähnliche Arten mit Knoblauchgeruch wie den Saitenstieligen Knoblauchschwindling (Mycetinis alliaceus) oder Mycetinis copelandii und Mycentinis olidus.
Der in größeren Mengen möglicherweise unverträgliche Saitenstielige Knoblauchschwindling fruchtet auf totem Buchenholz.
Die Nordamerikanischen Arten Mycetinis copelandii und Mycentinis olidus haben samtig bis haarige Stiele und längere Sporen.
Der Nadel-Zwergschwindling (Marasmiellus perforans) unterscheidet sich durch einen glanzlos schwarzbraunen Stiel und einen anderen, unangenehmen Geruch.

## Verbreitung und Ökologie
Der Pilz kommt unter anderem im östlichen Teil Nordamerikas und in Europa vor.
Die Art lebt als Folgezersetzer (Saprobiont) auf Nadelstreu, Holzresten oder zwischen Gräsern in Nadelwäldern und auf Waldwiesen. Die Fruchtkörper erscheinen von Juni bis November, nach starkem Regen oft sehr zahlreich. Bei Trockenheit können sie zusammenschrumpeln und mit Feuchte wieder prall werden und sich erholen.

## Bedeutung
Der Echte Knoblauchschwindling ist essbar. Er ist vor allem in Frankreich ein geschätzter, ergiebiger Würzpilz. Die Fruchtkörper können auch getrocknet werden, ohne das Aroma zu verlieren.

## Systematik und Taxonomie
Die offizielle wissenschaftliche Erstbeschreibung der Art findet sich unter dem Namen Agaricus scorodonius in dem 1815 erschienenen ersten Band der „Observationes mycologicae“ von Elias Magnus Fries. Das Art-Epitheton bezieht sich auf den Knoblauchgeschmack der Fruchtkörper.
Er ordnete sie später in den 1836 erschienenen „Anteckningar öfver de i Sverige växande ätliga svampar“ in die Gattung der Schwindlinge (Marasmius) ein. In einem 2005 veröffentlichten Artikel separieren die Wissenschaftler Andrew W. Wilson und Dennis E. Desjardin die Art zusammen mit anderen knoblauchigen Marasmius-Arten aufgrund von Erbgutuntersuchungen von den Schwindlingen und greifen dazu die 1909 eingeführte Gattungsbezeichnung Mycetinis wieder auf.